# Sony
Soni korporacija (uobičajenog naziva Soni) (jap. ソニー株式会社 Sonī Kabushiki Gaisha) (TYO: 6758) japanski je konglomerat multinacionalnih korporacija koji kao i Tošiba ima sedište u japanskoj prestonici, Tokiu. Soni je jedan od najvećih medijskih konglomerata na svetu s prihodom većim od 78,88 milijardi USD. Sam Soni bavi se proizvodnjom elektronike, informacijskih, komunikacijskih i video tehnologija i igračkih konzola čiji su proizvodi namenjeni običnom korisniku ili profesionalnom tržištu. Osnivači kompanije, Akio Morita i Masaru Ibuka ime firme su stvorili od izvedenice latinske reči , što znači zvuk, odnosno na engleskom jeziku  (u engleskom slengu: ). Ime i odabir te reči vezani su i uz naziv „”, koji je u Japanu 1950-ih označavao naočite i pametne mlade ljude.
Sama Soni Korporacija je nadređena preduzeću Soni Grupa, koja obuhvata pet segmenata poslovanja - elektroniku, video igre, zabava (filmovi i muzika), financijske usluge i ostalo. Zbog toga se Soni smatra najopsežnijim preduzećom na svetu u industriji zabave. Tako Soni Korporacija uključuje preduzeće Soni Elektronika (za područje SAD-a), Sony Pictures Entertainment, Sony Computer Entertainment, Sony Music Entertainment, Sony Mobile Communications Inc. (раније Sony Ericsson) i Sony Financial. To je i razlog da se Soni poput Tošibe nalazi na lestvici 20 vodećih kompanija na svetu.
Soni je sa svojih 50 procenata tržišnog udela na tržištu fotomatrica među liderima prodaje poluprovodnika i od 2015. godine peti je po veličini svetski proizvođač televizora po godišnjim prodajama. To je najveći svetski igrač na premijumskom tržištu televizora, što je tržište televizora od najmanje 55 inches (140 centimeters) sa cenom višom od 2.500 američkih dolara.
Slogan kompanije je Be Moved. Njihovi nekadašnji slogani bili su The One and Only (1979–1982), It's a Sony (1982–2005), like.no.other (2005–2009) i make.believe (2009–2013).

## Istorija
Krajem 1945. i završetkom II svetskog rata, Masaru Ibuka otvorio je radionicu za popravku radio uređaja, u gradu Nihonbaši pokraj Tokija i to u zgradi delom uništenoj tokom bombardovanja. Sledeće godine pridružuje mu se kolega Akio Morita, te zajedno osnivaju Tokijsko preduzeće za telekomunikacijski inžinjering (Tokyo Tsushin Kogyo K.K). Preduzeće je izradilo snimač na traci (engl. tape recorder) pod nazivom tip G (Type-G).
Tokom ranih 1950-ih, Masaru Ibuka putuje SAD-om gde je čuo vest da je preduzeće Bel Labs izumelo tranzistor. Bio je uveren da bi Bel Labs mogao Soniju dati pravo na licencnu proizvodnju tranzistora. Dok je većina američkih preduzeća vršila istraživanja na tranzistoru u vojne svrhe, Masaru Ibuka je odlučio da primeniti tranzistor u komunikacijske svrhe.
Iako su američka preduzeća Regency i Texas Instruments izgradile prvi radio temeljen na tranzistoru, Soni je ostvario veći komercijalni uspeh sa svojim tranzistor radiom. U avgustu 1955. Tokio Cušin Kogio (tadašnje ime Sonija) na tržište je izbacio Sony TR-55 - prvi japanski radio tranzistor namenjen komercijalnom tržištu. U decembru iste godine na tržište izlazi Sony TR-72, proizvod koji je osvojio naklonost unutar Japana i na izvoznom tržištu, uključujući Australiju, Kanadu, Holandiju i Nemačku. Taj radio sastojao se od šest tranzistora, imao je bolji kvalitet zvuka, te je veliku prodaju nastavio i tokom ranih 1960-ih.
U maju 1956. preduzeće predstavlja radio TR-6 kojeg je krasio inovativni tanki dizajn i kvalitet zvuka koja je bila dominantna u odnosu na konkurentske prenosne radio uređaje s cevima kojom se prenosio zvuk. Preduzeće je odlučilo da koristi marketing u svrhu reklamiranja TR-6 radija. Tako je stvoren Atčan, crtani lik kojeg je stvorio autor Fujuhiko Okabe. Atačan, kasnije poznat kao Soni Boj pojavljuje se u reklamama u kojima drži TR-6 na uvu, te je predstavljao preduzeće i njene proizvode sve do sredine 1960-ih. Sledeće godine, 1957, Tokio Cušin Kogio predstavlja TR-63, dimenzijama najmanji radio na tržištu. Radio dimenzija 112 × 71 × 32 mm ostvario je komercijalni uspeh u svetu.
Majkel Brajan Šifer, profesor Univerziteta u Arizoni je izjavio: „Sony nije bio prvi, ali je njegov radio tranzistor bio najuspešniji. Radio TR-63 je 1957. u SAD-u pokrenuo novu industriju potrošačke mikroelektronike”. Sredinom 1950-ih američki tinejdžeri kupuju velike količine prenosnog tranzistor radija. Pretpostavlja se da je do 1955. prodano 100.000 komada a do kraja 1968. godine, pet miliona komada. Tako je Soni tokom 1960-ih, 1970-ih i 1980-ih odigrao veliku ulogu u razvoju Japana kao snažan izvoznik te je pomogao u poboljšanju američke percepcije proizvoda pod oznakom Made in Japan. Poznat po kvalitetu svojih proizvoda, Soni se uspešno opirao spuštanju cena svoje potrošačke elektronike.
Krajem 1970-ih preduzeće u suradnji s holandskim Filipsom razvija kompaktni disk poznatiji kao CD, a sredinom 1990-ih predstavlja Plejstejšon. S oba proizvoda napravljena je evolucija na tržištima optičkih medija i igračkih konzola.
Akio Morita nije hteo da ime Soni bude vezano samo za jednu određenu granu industrije. Tako je preduzeće 1979. godine osnovalo životno osiguranje Sony Life, a 2001. i komercijalnu banku Sony Bank. I njegovi naslednici su nastavili s Moritinom idejom tako da pod vodstvom predsednika Norija Ohge, korporacija 1988. odnosno 1989. godine postaje vlasnikom CBS Rekorda i Columbije Pictures čime Soni znatno širi svoju medijsku prisutnost.
Ipak, proširenja na tržišta filma, muzike i digitalne elektronike putem interneta pokazala su se nezahvalnim i neisplativim tako da novoizabrani izvršni predsednik Hauard Stringer provodi radikalne poteze poput rezanja 9.000 radnih mesta te ponovo usredotočuje preduzeće na elektroniku. Takođe, povećana je saradnja između poslovnih jedinica koje je Stringer opisao kao „silose koji deluju u međusobnoj izolaciji”. Uprkos ostvarenim uspesima, Soni se suočio s nastavkom borbe u razdoblju od sredine do kraja 2000-ih.
U februaru 2014. Soni je najavio prodaju svojeg računarnog odela Vaio PC jednoj korporaciji u vlasništvu japanskog invensticijskog fonda kao i zatvaranje dvadeset Sonijevih prodavnica. Daljnja prodaja je nastavljena i u aprilu kada je najavljeno da će na berzi biti ponuđeno 9,5 miliona deonica koje preduzeće ima kao vlasnički udeo kod proizvođača igara Square Enix. Time bi se osiguralo 48 miliona američkih dolara.
Kazuo Hirao je početkom 2015. najavio da će se Soni usredotočiti na svoje najprofitabilnije grane odnosno na PlayStation te filmsku i televizijsku produkciju.

## Poreklo imena
Kada je Tokio Cušin Kogio tražio romanizovano ime kojim bi se predstavljao na tržištu, snažno su podupirali korištenje inicijala firme kao imena, odnosno TTK. Primarni razlog nije bio zbog željezničke kompanije Tokio Kjuko - TKK. Preduzeće je privremeno u Japanu koristilo akronim Tocuko. Međutim, osnivač Morita je primetio da na tržištu SAD-a korisnici teško izgovaraju to ime kompanije. Jedno kraće vreme koristio se naziv Tokio Teleteh, međutim Morita je otkrio da jedna američko preduzeće koristi reč Teleteh kao svoj brand.
Naziv Soni bio je izabran za brand, jer je ta reč imala čak tri značenja. Prvo značenje je da je reč derivat latinske reči Sonus, što znači zvuk, odnosno na engleskom jeziku  (u engleskom slengu: ). Ime i odabir te reči vezani su i uz naziv „”, koji je u Japanu 1950-ih označavao naočite i pametne mlade ljude. Treći razlog je da je reč Sonny bila porodični termin koji se u SAD-u koristio za reč dečak.
Prvi proizvod pod nazivom Soni bio je tranzistor radio TR-55, stvoren 1955, ali je ime kompanije promenjeno u Soni tek u januaru 1958.
Kako su se vremena menjala, bilo je veoma neobično da neko japansko preduzeće koristi latinicu za svoj naziv umesto uobičajenog japanskog kanji pisma.

## Sport
Soni osim u razvoj i proizvodnju novih tehnologija, ulaže i u sport, posebno fudbal. Tako je Soni tokom druge polovine 1990-ih bio sponzor italijanskom Juventusu. Takođe, Sonijevo odelenje namenjeno zabavnoj industriji, preciznije Playstation, godinama je sponzor francuskom FK Oser, te fudbalskoj Ligi šampiona.
Od svetskih nogometnih događaja, Soni je bio jedan od glavnih sponzora Svetskog fudbalskog prvenstva u Francuskoj 1998.

## Literatura
- Made in Japan by Akio Morita and Sony, HarperCollins (1994)
- Sony: The Private Life by John Nathan, Houghton Mifflin (1999)
- The Japan Project: Made in Japan – a documentary about Sony's early history in the U.S. by Terry Sanders.
- The Portable Radio in American Life by Michael Brian Schiffer (The University of Arizona Press, 1991).
- Sony Radio, Sony Transistor Radio 35th Anniversary 1955–1990 – information booklet (1990)